# Iris Tanner
Iris Tanner   (Eastbourne, 20 de novembre de 1906 - Alfriston, 22 de febrer de 1971) va ser una nedadora anglesa que va competir durant la dècada de 1920.
El 1924 va prendre part en els Jocs Olímpics de París, on va disputar tres proves del programa de natació. En els relleu 4 x 100 metres lliures guanyà la medalla de plata formant equip amb Florence Barker, Constance Jeans i Grace McKenzie. En els 100 metres lliures fou cinquena, mentre en els 400 metres lliures fou eliminada en sèries.
Quatre anys més tard, als Jocs d'Amsterdam, tornà a disputar tres proves del programa de natació. Revalidà la medalla de plata en els 4 x 100 metres lliures, aquesta vegada formant equip amb Margaret Cooper, Ellen King i Sarah Stewart, mentre en els 400 metres lliures fou sisena i en els 100 metres lliures fou eliminada en sèries.